# Ludolf (książę Saksonii)
Ludolf (ur. ok. 806, zm. 864 lub 866) – hrabia Saksonii od ok. 840 i książę Saksonii Wschodniej (dux orientalis Saxonum) od ok. 850, założyciel dynastii Ludolfingów.
Prawdopodobnie już, nieznani z imienia, dziad i ojciec Ludolfa pełnili urząd margrabiów gandersheimskich. Żoną była Oda, córka frankońskiego princepsa Billunga i Aedy. Ludolf z żoną byli fundatorami żeńskiego klasztoru w Gandersheim. W związku z tą fundacją odbyli oni w latach 845-846 podróż do Rzymu, gdzie u papieża Sergiusza II wystarali się o dyspensę dla swojej córki Hathemody, ze względu na jej niepełnoletniość, aby mogła zostać przeoryszą w tym klasztorze. Dodatkowo Ludolf z żoną otrzymali z rąk papieża relikwie Atanazego i Innocentego I — dwóch świętych papieży. Kwestia, jaką rzeczywistą władzę i nad jakim obszarem miał Ludolf w Saksonii, pozostaje otwarta.
Ludolf i Oda mieli 11 lub 12 dzieci:
- Bruno (zm. 2 lutego 880) – książę saski
- Otto Dostojny – książę saski
- Thankmar – opat w Corvey
- Luitgarda Saska – żona Ludwika III Młodszego
- Enda – zamężna
- Hathemoda – opatka w Gandersheim
- Gerberga – opatka Gandersheim
- Krystyna – opatka w Gandersheim
- córka i dwóch lub trzech synów zmarłych w młodości.